# Pottaschtalhütte
Die Pottaschtalhütte – oft ebenso Böchinger Hütte genannt – ist eine bewirtschaftete Schutzhütte des Ortsvereins Böchingen des Pfälzerwald-Vereins im Pfälzerwald. Mit den anderen Häusern des Pfälzerwald-Vereins ist sie seit 2021 mit dem Eintrag Pfälzerwaldhütten-Kultur Bestandteil des Immateriellen Kulturerbes in Deutschland der deutschen UNESCO-Kommission.

## Lage
Die Hütte befindet sich im namensgebenden Pottaschtal im Mittleren Pfälzerwald auf einer Lichtung innerhalb der Gemarkung des Böchinger Walds. Letzterer bildet eine Exklave der Ortsgemeinde Böchingen. Die nächstgelegenen Siedlungen sind Eußerthal und Ramberg (Pfalz). Das Pottaschtal bildet ein Seitental des Eußerbach, der in seinem Oberlauf im Bereich der Hütte als Katzenbach bezeichnet wird. In der näheren Umgebung befinden sich außerdem die Ramburg sowie der Harzofenberg.

## Geschichte
Das Böchinger Wald genannte Gebiet kam im Zuge der Haingeraide zur namensgebenden Gemeinde Böchingen. Deren Einwohner nutzten dieses Territorium zur Herstellung von Pottasche. Entsprechend diente die Hütte den Arbeitern während der Verrichtung ihrer Tätigkeit. Im Zuge einer Verwaltungsreform übernahmen Forstämter die entsprechende Arbeit. Dies hatte zur Folge, dass die Hütte funktionslos wurde und entsprechend leer stand. 1972 wurde sie von der Ortsgruppe Böchingen des Pfälzerwald-Vereins übernommen. Diese baute sie zu einer Wanderhütte um. 2011 wurde das Dach renoviert. Ein Jahr später feierte der Pfälzerwald-Verein das 40-jährige Jubiläum der Übernahme der Hütte.

## Betrieb und Anwesen
Die Hütte wird an Sonntagen von Mitgliedern des Pfälzerwald-Vereins von 10 bis 18 Uhr ehrenamtlich bewirtschaftet. Es existiert ein Hauptgebäude, bei hohem Besucherandrang findet ebenso ein Nebengebäude Verwendung. Vorhanden sind außerdem Sitzmöglichkeiten im Freien sowie ein Kinderspielplatz.

## Anbindung
Über die Pottaschtalhütte führt ein Wanderweg, der mit einem roten Punkt markiert ist. In westlicher Richtung führt er über den Almersberg nach Rinnthal und in die östliche nach Ramberg. Zwei Rundwanderwege in der Umgebung der Hütte weisen eine Länge von rund sechs Kilometern auf. Eine Zufahrtsstraße führt von Eußerthal zur Hütte und darf nur eingeschränkt benutzt werden.